# Margarete Aurin
Margarethe „Grete“ Hedwig Aurin, auch Margarethe Hedwig Aurin, geborene Margarete Schulze, (* 4. Oktober 1897 in Bruchsal, nach anderen Quellen in Crimderode; † 8. November 1989 in Garmisch-Partenkirchen) war eine deutsche Kindergärtnerin, Montessori-Pädagogin und Initiatorin der Erziehung nichtbehinderter und behinderter Kinder im Vorschulalter.

## Leben und Wirken
Margarete Aurin war das dritte und jüngste Kind des Eierteigwaren-Fabrikanten Carl Schulze und seiner Frau Hedwig, geb. Voigt. Ihre Kindheit und Jugendzeit verbrachte sie in Crimderode. Nach dem Besuch der Königin Luisen-Schule (1907–1913) in Nordhausen absolvierte sie die Ausbildung zur Kindergärtnerin am Fröbel-Seminar in Eisleben, das von Johanna Köthe geleitet wurde. Im Anschluss daran arbeitete Margarete Schulze als Privaterzieherin/-lehrerin in Bad Godesberg, ab 1917, da Kriegszeit war und viele Lehrer zum Fronteinsatz eingezogen waren, als Aushilfslehrerin an einer Schule in Werther (Thüringen).
Anfang 1933 ging Margarete Aurin zu Maria Montessori nach Barcelona. Dort besuchte sie den Internationalen Montessori-Kurs, der vom Februar bis Juni stattfand. An dem Kurs – dem ersten im republikanischen Spanien – nahmen 200 Ausbildungskandidaten aus 17 Ländern teil. Zurückgekehrt nach Deutschland, wollte sie sich zunächst in Frankfurt am Main der Montessori-Arbeit widmen. Jedoch aufgrund der Judenverfolgung und der allgemeinen unsicheren Lage in Frankfurt während der NS-Zeit, ging sie nach Nordhausen am Harz ... zurück, wo sie im Oktober 1933 ein Kinderhaus gründete (Günnigmann 1979, S. 97 f.).
Die Pädagogin stand in regem Gedankenaustausch mit Peter Petersen, der anfänglich der Montessori-Pädagogik sehr offen gegenüberstand. Petersen hatte persönlichen Kontakt zu Maria Montessori, die ihm einige ihrer Einrichtungen zeigte (vgl. Aurin 1986, S. 115 f.). Jedoch mit dem aufstrebenden Nationalsozialismus in Thüringen Anfang der 1930er-Jahre änderte sich Peter Petersens Einschätzung gegenüber der „hell sehende(n) Montessori“ (Petersen 1922, S. 153). Die Bevorzugung der „Kindergärten im echten Sinne Fröbels“ schien nun weit mehr opportun, da diese der nationalsozialistischen Ideologie entsprechend, den „Kinderheimen der Maria Montessori stets überlegen seien“ (Petersen 1930, S. 11).
Als die Montessori-Pädagogik in Deutschland verboten wurde, führte „Tante Grete“, wie die Kindergärtnerin liebevoll genannt wurde, inoffiziell ihre Einrichtung im Sinne Maria Montessoris weiter. Mit vielen didaktischen Montessori-Materialien durfte sie jedoch nicht mehr arbeiten.
Nach Ende des Zweiten Weltkrieges hatte sie es mit vielen physisch und psychisch gestörten Kindern zu tun. Von ihnen sagte sie: ‚Die Kinder gesundeten alle in der ihnen entsprechenden Umgebung durch ihr freies Tun. Das Kinderhaus wurde für sie eine Quelle der Freude, der Liebe und des Friedens‘ (Günnigmann 1979, S. 98). Vehement kämpfte die Pädagogin in der sowjetisch besetzten Besatzungszone für die Einsetzung der Montessori-Pädagogik, die von der Besatzungsmacht ambivalent gesehen wurde. Diesbezüglich schrieb Margarete Aurin im Januar 1947  an die Firma P. Johannes Müller, welche Montessori-Materialien und Kindergartenmöbel herstellte:
Mir war die Benutzung (des Lehrmaterials, d. Verf.) erst erlaubt, im Okt. 46 verboten, u. nun scheint man wieder anders zu denken (zit. n. Müller/Schneider 2002, S. 53).
Im Laufe der Jahre bekam Margarete Aurin immer mehr Schwierigkeiten mit den SED-Aufsichtsorganen, zumal die Montessori-Pädagogik in keiner Weise den staatlichen Erziehungszielen der DDR entsprach. Sie wurde entweder totgeschwiegen oder verzerrt erwähnt.  Schließlich übergab die Pädagogin, die wegen reaktionärer Beeinflussung Jugendlicher unter Anklage gestellt wurde, ihre Einrichtung an die Evangelische Kirche, die den Kindergarten mit den damals üblichen Schwierigkeiten weiter führte. Um sich einer Verhaftung zu entziehen, flüchtete sie März 1953 in den Westen.
Margarete Aurin war zunächst Assistentin von Maria Montessoris Sohn, Mario Montessori, der in Frankfurt/Main einen Montessori-Kurs (1954) leitete, ferner unterstützte sie den Aufbau einer Montessori-Einrichtung in der Stadt am Main und war zudem maßgeblich an der Gründung der Deutschen Montessori-Gesellschaft mitbeteiligt, die am 17. April 1952 auf Wunsch von Maria Montessori in Frankfurt/Main ins Leben gerufen wurde.
1956 gründete sie in Garmisch-Partenkirchen ein Montessori-Kinderhaus, das erste in Bayern. Des Weiteren war sie noch im Alter von 73 Jahren aktiv am Aufbau eines integrativen Kindergartens des Kinderzentrums München, gegründet und geleitet von Theodor Hellbrügge, beteiligt, der 1987 von der britischen Prinzessin Diana besucht wurde.
Zusammen mit Theodor Hellbrügge führte Margarete Aurin Ausbildungslehrgänge mit heilpädagogischer Orientierung für Kindergärtnerinnen, Erzieher, Lehrer etc. durch (vgl. Hellbrügge 1977, S. 106 ff.). Insgesamt hatte sie 10 solcher Kurse gleitet. Aufbauend auf den Erfahrungen des Münchner Integrationsmodells und der heilpädagogischen Lehrgänge verbreitete sich die Montessori-Pädagogik in Süddeutschland, insbesondere in Bayern. Aber auch in  Österreich, Südtirol und in der Schweiz entstanden neue vorschulische Einrichtungen, die behinderte und nichtbehinderte Kinder aufnahmen.
Margarete Aurin war von 1922 bis 1932 mit dem Möbelfabrikanten Werner Aurin verheiratet. Aus der Ehe ging Sohn Kurt Aurin (1923–2017) hervor, der sich ebenfalls für die Montessori-Pädagogik einsetzte.
In Garmisch-Partenkirchen, Parkstraße, erinnert eine Gedenktafel an die Pädagogin, in die folgende Worte eingeritzt wurden:
1. MontessoriKindergarten Süddeutschlands 1956-1986 Margarete Aurin.
Seit 1990 wird von der Theodor-Hellbrügge Stiftung der Margarete Aurin-Preis an Persönlichkeiten verliehen, welche sich innovativ für die Montessori-Heilpädagogik einsetzen.

## Ehrungen
- 1978: Sonnenschein-Medaille der Internationalen Aktion Sonnenschein
- 1980: Medaille Dank und Anerkennung der Gemeinde Garmisch-Partenkirchen
- 1983: Bundesverdienstkreuz am Bande

## Werke
- Anpassung einiger Montessori-Materialien an das behinderte Kind. In: Theodor Hellbrügge, Mario Montessori (Hrsg.): Die Montessori-Pädagogik und das behinderte Kind. Referate und Ergebnisse des 18. internationalen Montessori-Kongressea, München 4.-8. Juli 1977. Kindler, München 1978, ISBN 3-463-00716-9, S. 193–198
- Das erste Montessori-Kinderhaus mit integrativer Erziehung in München. Erfahrungen bei den Kindern. In: Theodor Hellbrügge, Mario Montessori (Hrsg.): Die Montessori-Pädagogik und das behinderte Kind. Kindler, München 1978, ISBN 3-463-00716-9, S. 289–295
- Meine Begegnung mit Professor Peter Petersen. In: Montessori-Werkbrief 1986/H. 3/4, S. 115–116